# Gorłówka
Gorłówka (ukr. Горлівка, Horliwka; ros. Горловка, Gorłowka) – miasto we wschodniej części Ukrainy, w obwodzie donieckim; niecałe 240 tys. mieszkańców (2022). Ośrodek wydobycia węgla kamiennego. Ważny węzeł kolejowy. Obecna nazwa miejscowości pochodzi od geologa rosyjskiego Piotra Gorłowa, który prowadził prace badawcze na terenie osady. Od 2014 znajduje się pod kontrolą Donieckiej Republiki Ludowej.

## Historia
Założone w 1779 roku jako osada zasiedlenia przez ludność pochodzącą z dzisiejsze Serbii, Chorwacji i położonych na zachód rejonów Ukrainy. Na terenie niewielkiej osady istniały chłopskie biedaszyby już w pierwszej połowie XIX wieku. Miejscowość zaczęła się rozwijać od momentu przeprowadzenia przez nią w 1867 roku linii kolejowej.
W drugiej połowie XIX wieku rozwinął się przemysł wydobywczy węgla kamiennego. Podczas rewolucji 1905 roku w Gorłówce doszło do zbrojnego antycarskiego powstania robotniczego. Prawa miejskie otrzymała w 1916 roku. Miasto zostało zajęte przez wojska niemieckie w grudniu 1941 roku. Przed odwrotem na wschód Armia Czerwona zalała miejscowe kopalnie, aby nie oddać ich okupantowi (patrz: taktyka spalonej ziemi). Po odbiciu miasta przez wojska sowieckie w 1943 roku rozpoczęto odbudowę przemysłu i kopalń.
Po 1990 roku liczba ludności zaczęła maleć w związku z zamknięciem części kopalń i wzrostem bezrobocia. W kwietniu 2014 roku w toku wojny we wschodniej Ukrainie miasto zostało opanowane przez rosyjskich separatystów i weszło w skład samozwańczej Donieckiej Republiki Ludowej.

## Gospodarka
W mieście rozwinął się przemysł maszynowy, chemiczny, spożywczy, materiałów budowlanych oraz drzewny.

## Demografia
Skład narodowościowy miasta w 1939 roku na podstawie radzieckiego spisu powszechnego:

1. Ukraińcy: 53 460 (48,91%)
2. Rosjanie: 49 763 (45,53%)
3. Żydzi: 2339 (2,14%)
4. Białorusini: 1306 (1,19%)
5. Niemcy: 552 (0,5%)
6. Tatarzy: 262 (0,24%)

Skład narodowościowy miasta w 2001 roku na podstawie ukraińskiego spisu powszechnego:

1. Ukraińcy: 160 397 (51,36%)
2. Rosjanie: 139 980 (44,82%)
3. Białorusini: 4079 (1,31%)
4. Tatarzy: 876 (0,28%)
5. Ormianie: 784 (0,25%)
6. Mołdawianie: 720 (0,23%)
7. Azerowie: 647 (0,21%)

## Galeria zdjęć

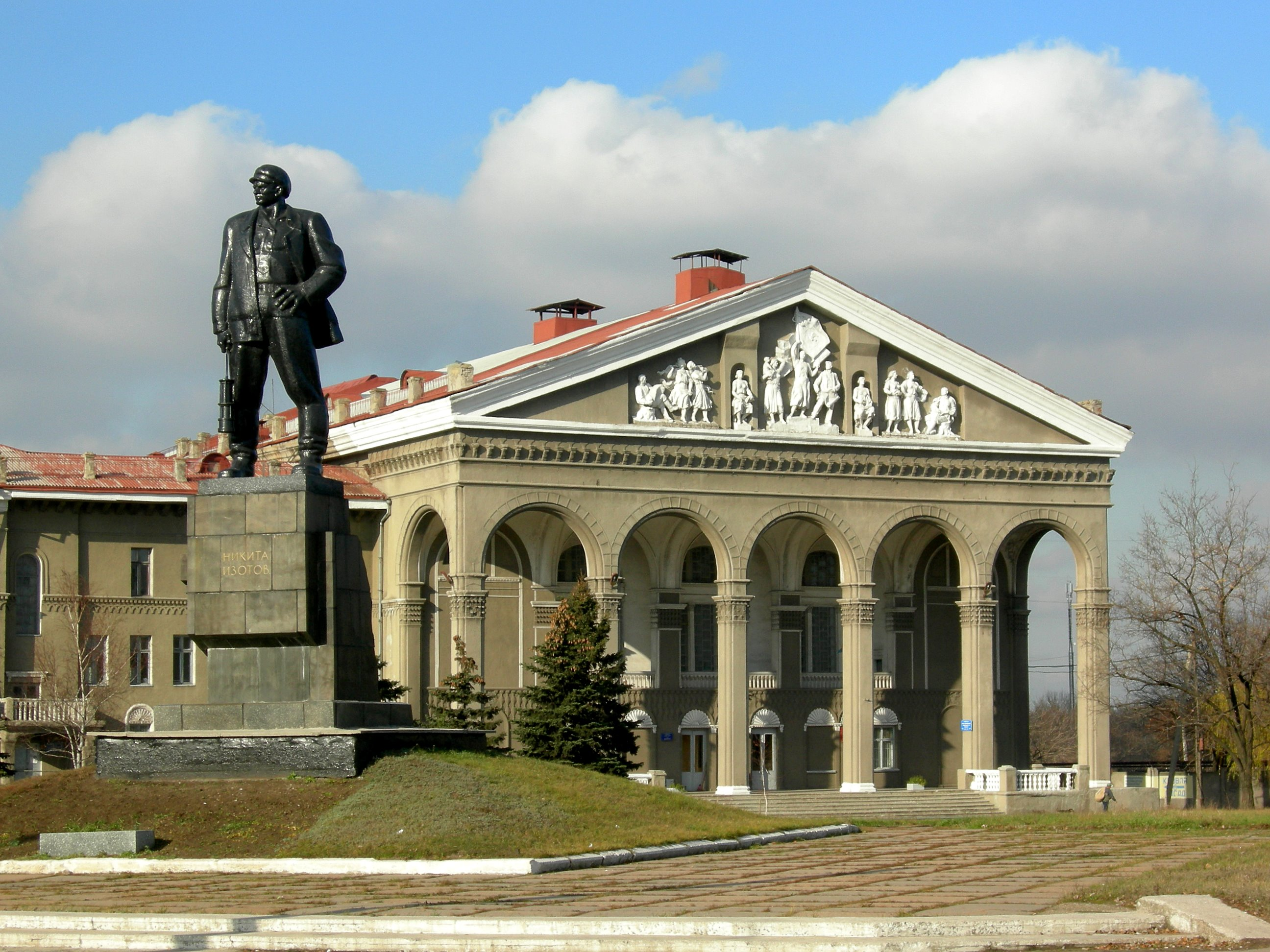
Pałac Kultury
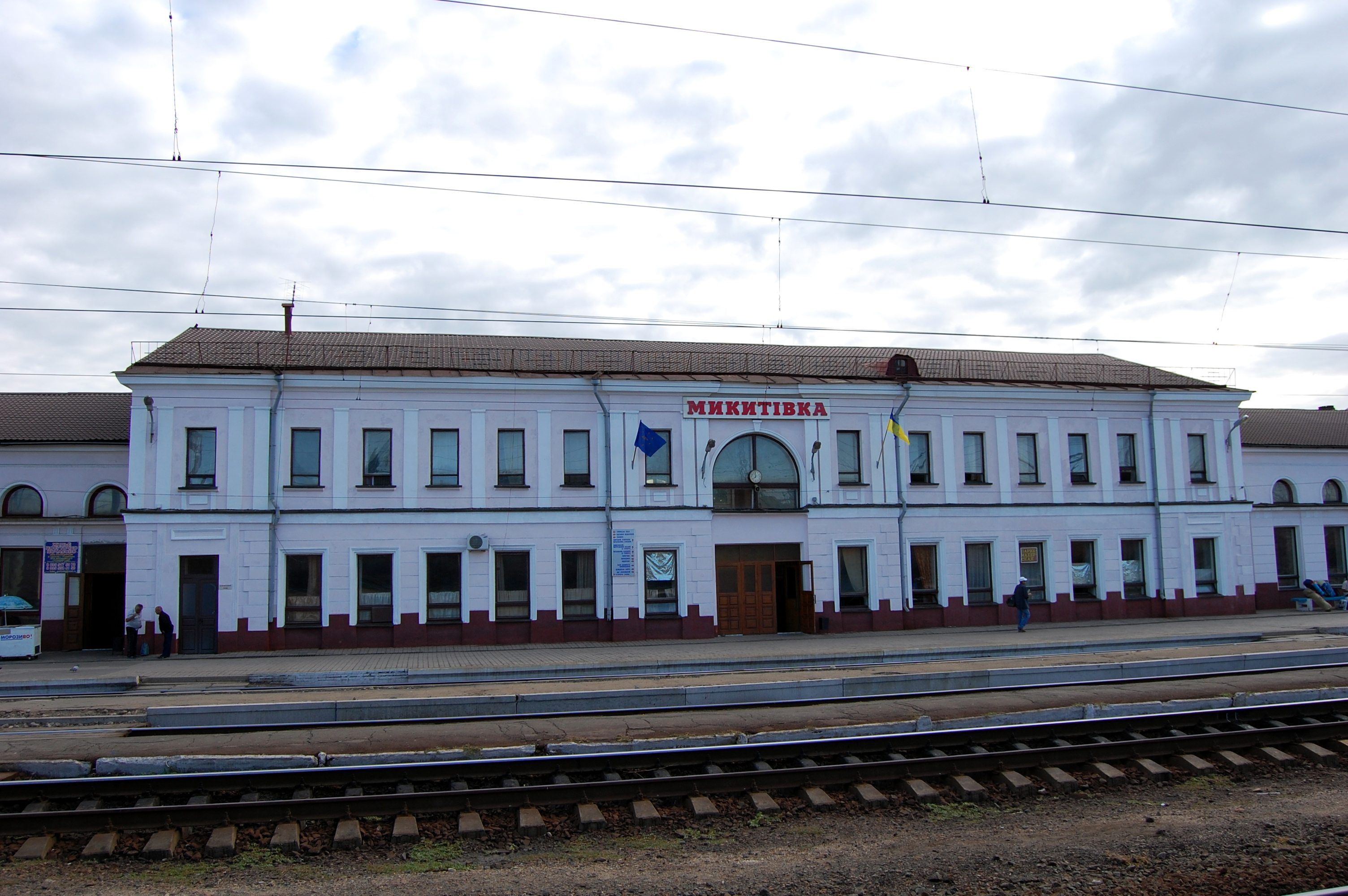
Dworzec kolejowy
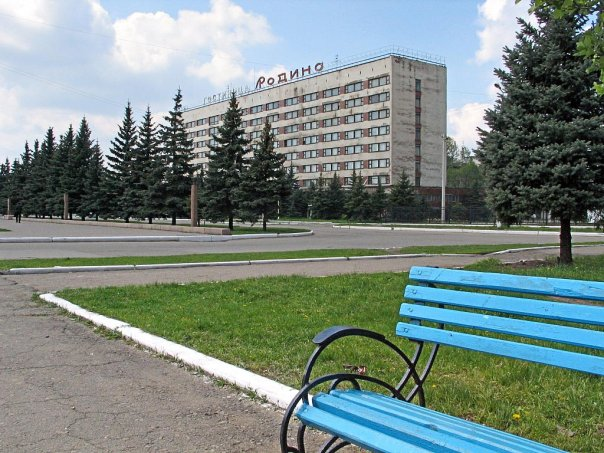
Hotel Rodina
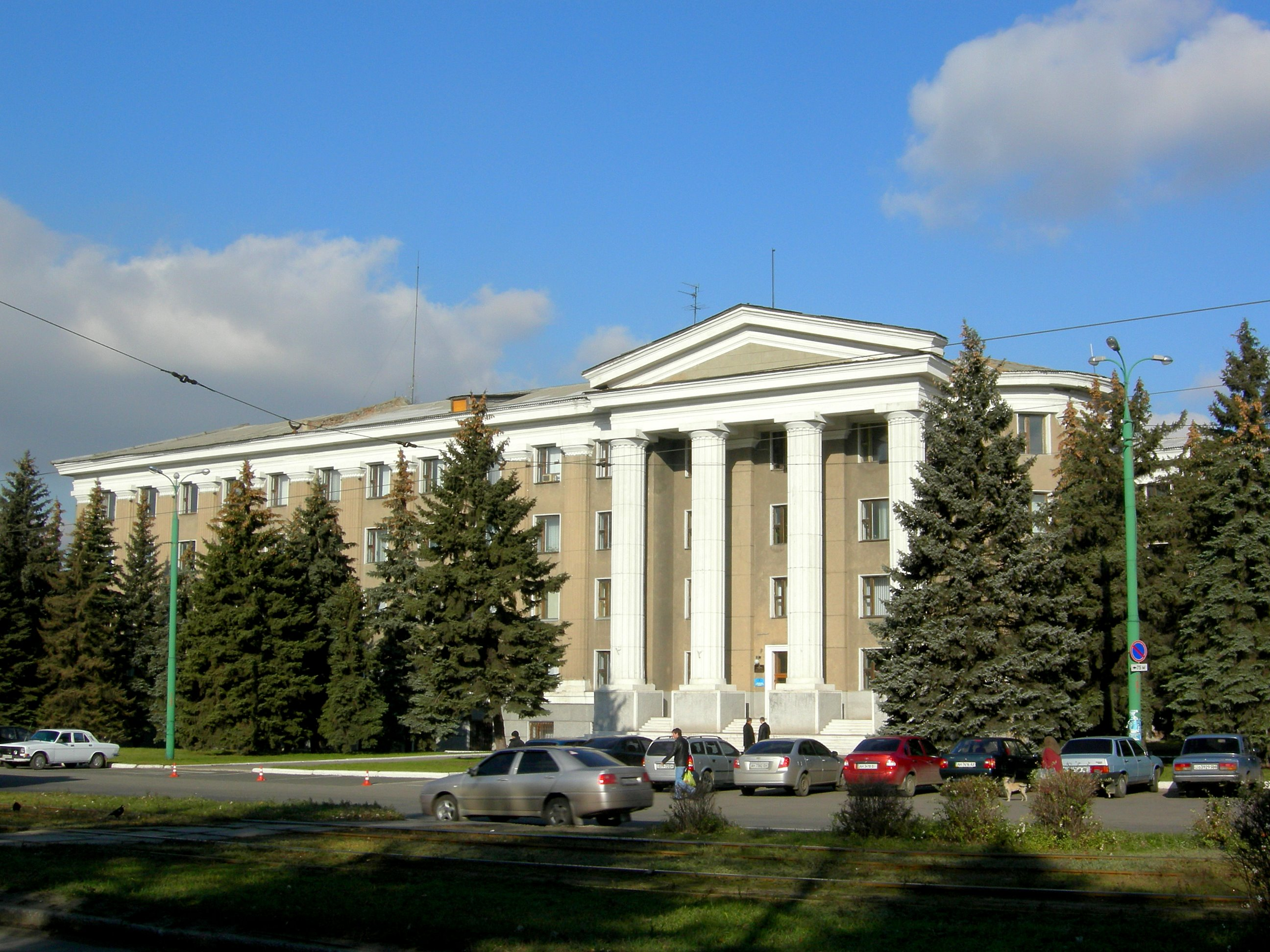
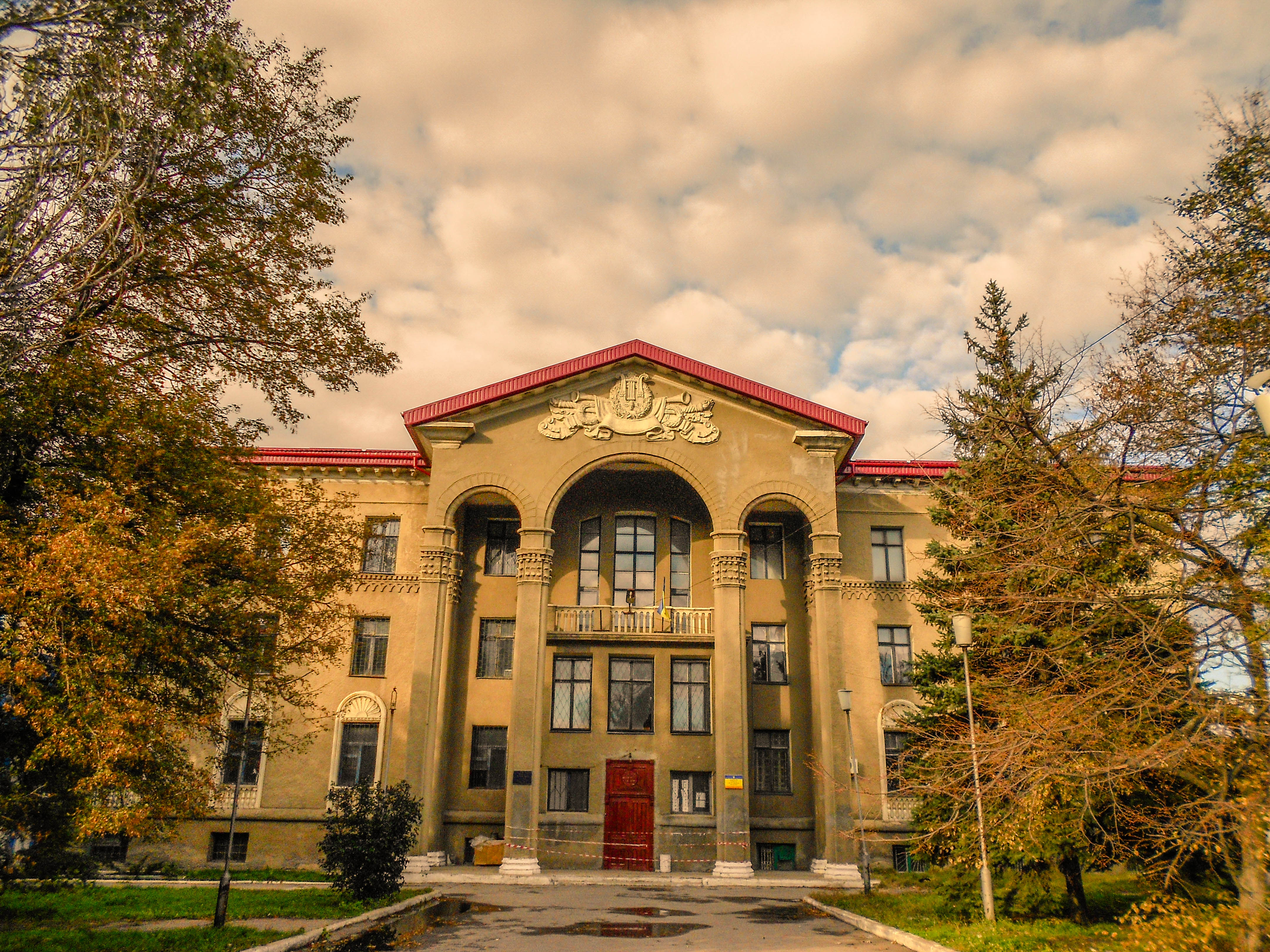
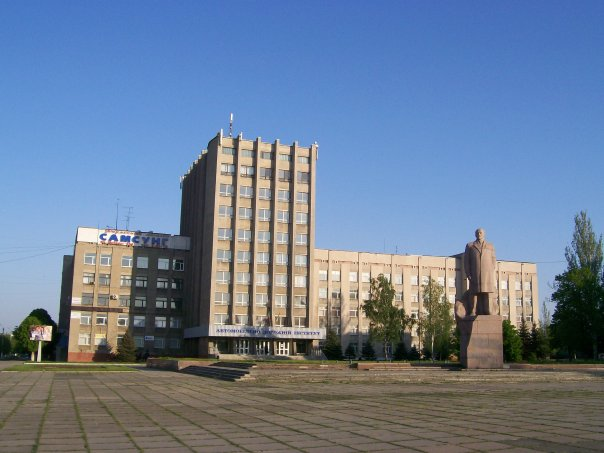
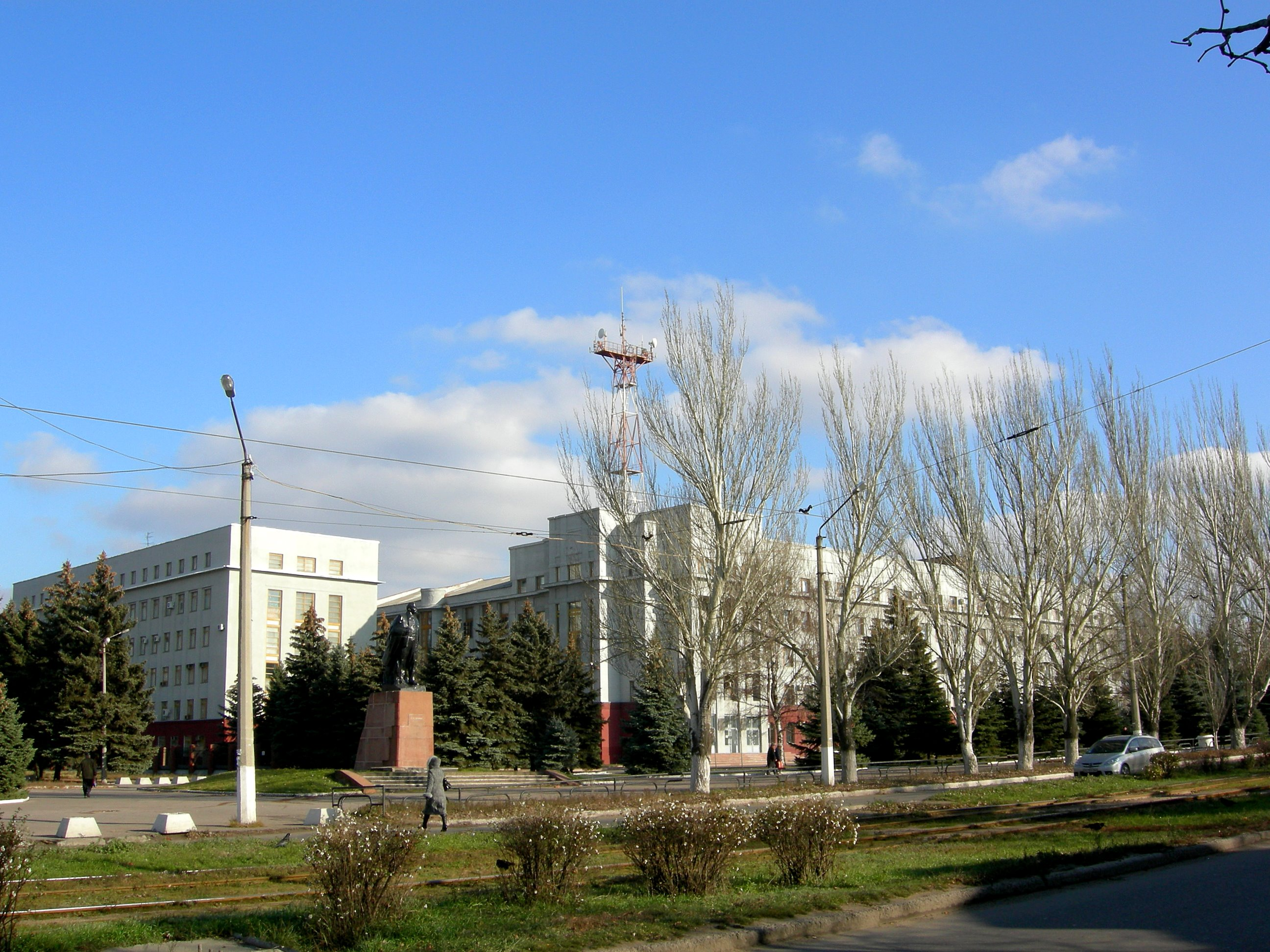
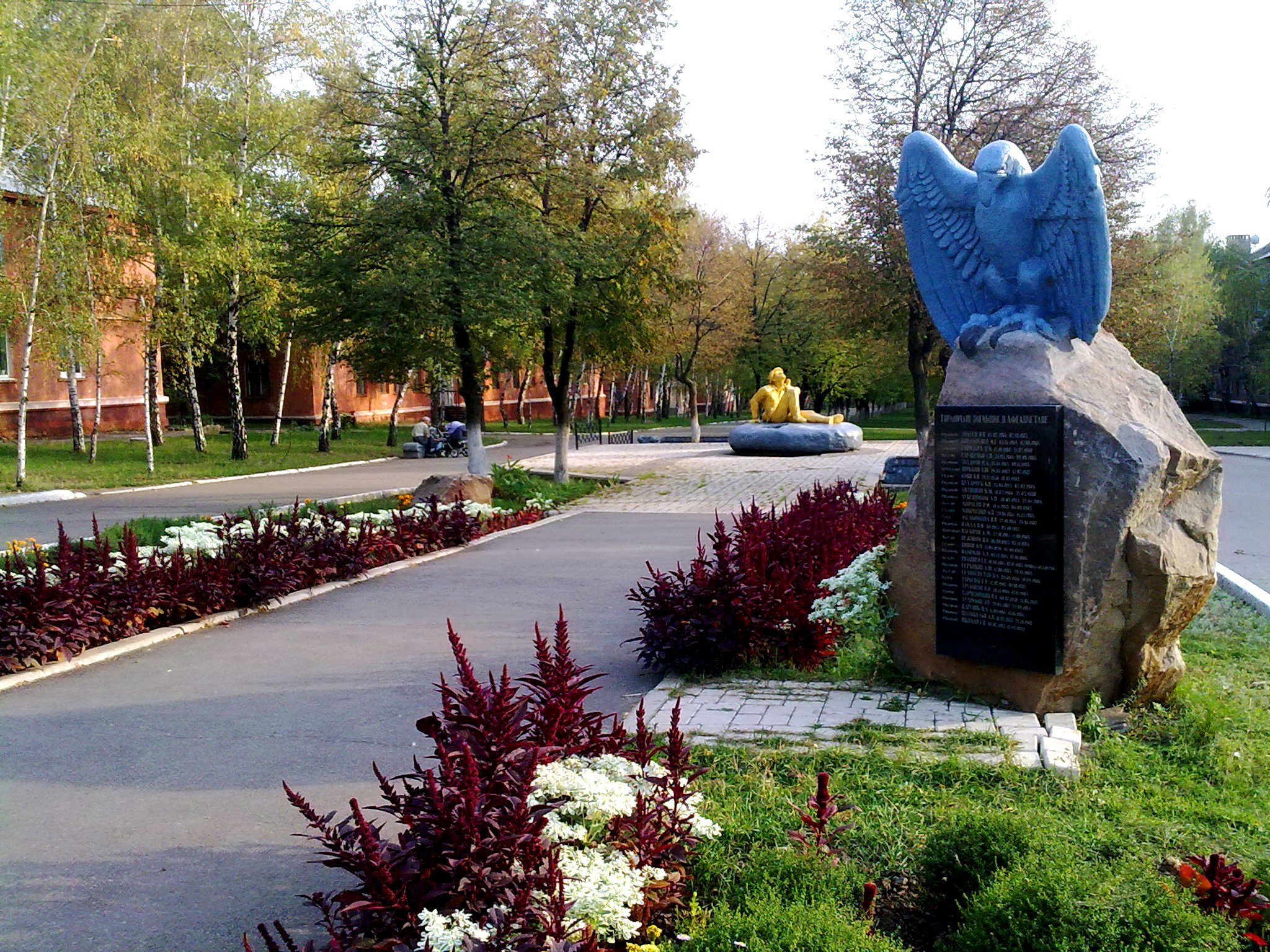
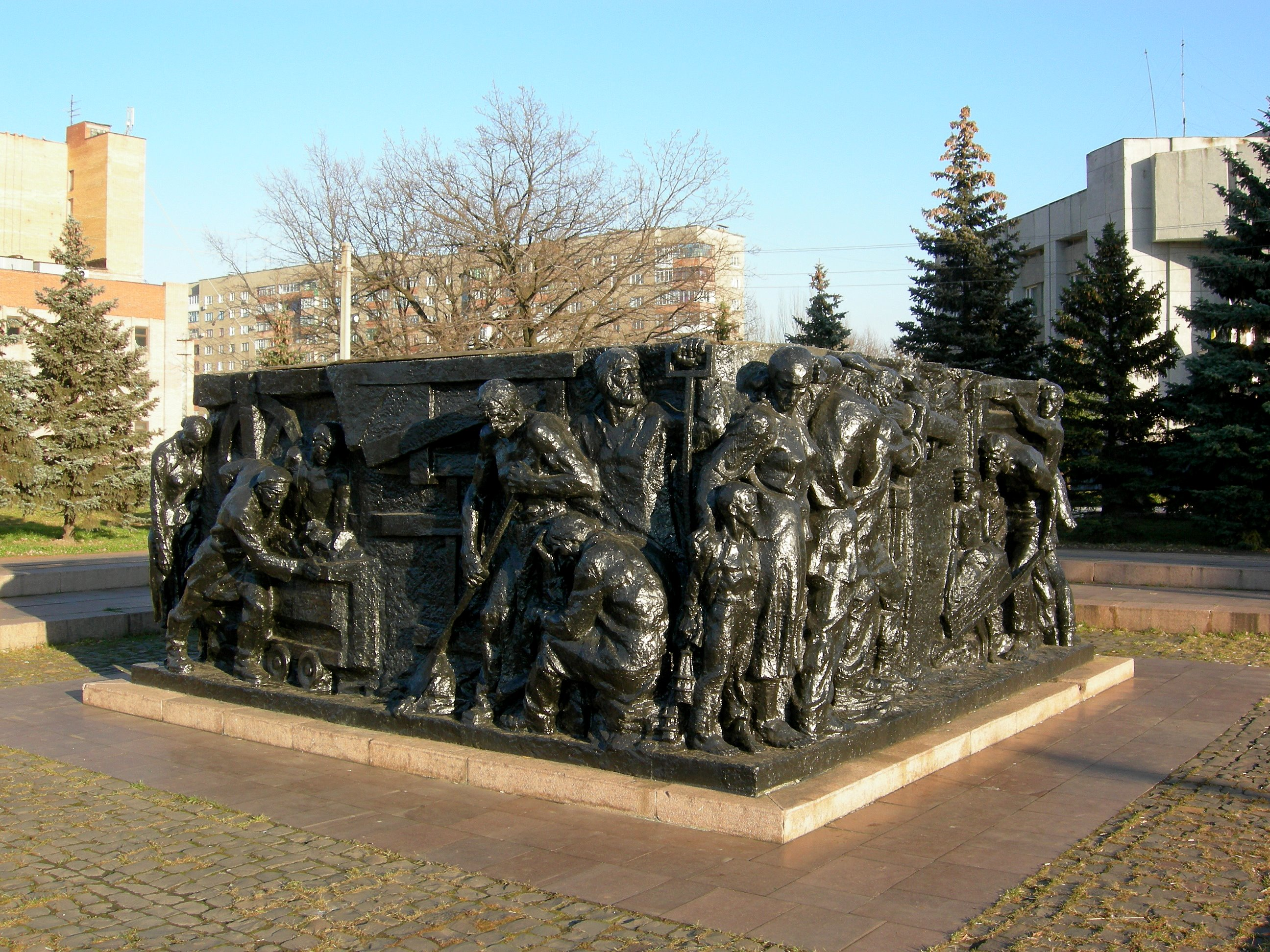
Pomnik uczestników powstania gorłowskiego w 1905 r.
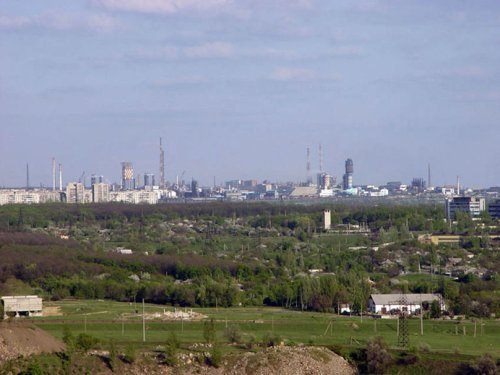

## Urodzeni w Gorłówce
- Siergiej Baranow – rosyjski siatkarz, reprezentant Rosji
- Nikołaj Kapustin – rosyjski kompozytor i pianista
- Czesław Knothe – polski architekt wnętrz i artysta plastyk
- Michał Kwapiszewski – polski dyplomata
- Rusłan Ponomariow – ukraiński szachista, mistrz świata
- Serhij Rebrow – ukraiński piłkarz
- Aleksandr Wołkow – rosyjski kosmonauta

## Miasta partnerskie
- Barnsley
- Pensacola
- Buffalo